# 로케트 전지
로케트 전지는 세방전지와 질레트가 나눠 소유한 상표이다. 원래 호남전기그룹에서 개발했다가 호남전기그룹의 부도 이후 건전지 부분은 로케트전기가, 축전지 부분은 세방전지가 상표를 사용했다. 로케트전기가 외환위기로 어려워지자 상표를 질레트에 매각했다. 로케트전기가 망한 이후 종업원이 알이배터리를 세웠으나 로케트 상표를 질레트로부터 이어 쓰지 않게 되었고 질레트는 외국에서 로케트 상표의 건전지를 OEM 생산하여 대한민국에 판매중이다.